# W3Schools
W3Schools é um site educacional voltado ao aprendizado de tecnologias web. Seu conteúdo inclui tutoriais e referências relacionadas a HTML, CSS, JavaScript, JSON, PHP, Python, AngularJS, SQL, Bootstrap, Node.js, jQuery, XQuery, AJAX, XML, e Java. 

Criado em 1998, seu nome é derivado da World Wide Web, mas não é afiliado ao W3C ( World Wide Web Consortium ).  É executado pela Refsnes Data na Noruega.  O W3Schools apresenta milhares de exemplos de código. Usando o editor TryIt, os leitores podem editar exemplos e executar o código em uma sandbox .